# Karl Hild
Karl Hild (* 15. Januar 1873 in Benneckenstein/Harz; † 16. Mai 1938 in Düsseldorf) war Oberbürgermeister in Hanau und Abgeordneter des Provinziallandtages der Provinz Hessen-Nassau.

## Leben
Karl Hild studierte Rechtswissenschaften und absolvierte 1897 sein erstes juristisches Staatsexamen. 1902 folgte die Große juristische Staatsprüfung und die Ernennung zum Gerichtsassessor. Er ging in die Kommunalverwaltung und war von 1902 bis 1907 Stadtrat in Nordhausen. Bevor er 1909 Zweiter Bürgermeister von Hanau wurde, nahm er hier die Stelle des Ersten Beigeordneten ein. Vom 1. Januar 1917 bis zum Jahresende 1921 war er Oberbürgermeister von Hanau. Er wechselte zur Bezirksregierung Kassel und war hier für Kommunalangelegenheiten und Jugendpflege zuständig. Im Sommer 1925 übernahm er eine Stelle als Oberregierungsrat bei der Bezirksregierung Schleswig und zwei Jahre später als Regierungsdirektor bei der Bezirksregierung Düsseldorf. Zum 1. Februar 1938 trat er in den Ruhestand.
Hild war politisch aktiv, Mitglied der Deutschen Demokratischen Partei und in den Jahren 1919 und 1920 deren Vertreter im Kurhessischen Kommunallandtag des Regierungsbezirks Kassel, aus dessen Mitte er zum Abgeordneten des Provinziallandtages der Provinz Hessen-Nassau bestimmt wurde.